# Уткино (Лысковский район)
Уткино — деревня в Лысковском районе Нижегородской области. Входит в состав Кисловского сельсовета.

## География
Деревня Уткино расположена в 81 км к юго-востоку от Нижнего Новгорода, на левом берегу реки Сундовик. На противоположной стороне реки находится село Дубенщино. Другие близлежащие населённые пункты — Исламовка и Сёмово.

## История
С конца 1920-х до начала 1950-х годов в деревне базировался колхоз имени Фрунзе. Председателем был Китков Иван Петрович.

## Население
Население деревни составляет 56 человек (2011).

## Инфраструктура
В деревне имеется небольшой продуктовый магазин, который работает раз в неделю. В деревне Уткино одна улица — улица Фрунзе.